# Gitterlinge
Die Gitterlinge (Clathrus) sind eine Pilzgattung aus der Familie der Stinkmorchelverwandten (Phallaceae). Der Gattungsname stammt vom lateinischen Wort clatri (Gitter, Gitterwerk).

## Merkmale
Die Fruchtkörper der Gitterlinge sind zunächst kugelig bis eiförmig (sog. Hexenei) und befinden sich unterirdisch, sie treten später durch das Wachstum halb aus dem Boden. Das Receptaculum ist stets intensiv gefärbt und von der Basis an gegliedert, es kann an der Spitze und durch Querverbindungen (Anastomosen) zusammenhängen oder frei sein, wie beim Tintenfischpilz. Die erst grünliche, später schwarz-olivfarbene Gleba befindet sich an der Innenseite des Receptaculums.

## Vorkommen
Die etwa 20 Arten der Gattung sind in den Tropen und den warmgemäßigten Gebieten der Erde verbreitet. Nördlich der Alpen kommen der aus Australien oder Neuseeland eingeschleppte Tintenfischpilz (Clathrus archeri), sowie der aus dem Mittelmeergebiet an anthropogenen Standorten eingeschleppte Rote Gitterling (Clathrus ruber) vor. In Nordamerika wird Clathrus columnatus gefunden.

## Ökologie
Die Arten der Gattung sind Bodensaprobionten.

## Arten
Die Gattung umfasst die folgenden Arten:
- Clathrus archeri – Tintenfischpilz
- Clathrus argentinus
- Clathrus baumii
- Clathrus bicolumnatus
- Clathrus camerunensis
- Clathrus chrysomycelinus
- Clathrus columnatus
- Clathrus crispatus
- Clathrus crispus
- Clathrus cristatus
- Clathrus delicatus
- Clathrus fischeri
- Clathrus hainanensis
- Clathrus kusanoi
- Clathrus madagascariensis
- Clathrus mauritianus
- Clathrus mexicanus
- Clathrus oahuensis
- Clathrus parvulus
- Clathrus preussii
- Clathrus pseudocancellatus
- Clathrus ruber – Roter Gitterling
- Clathrus roseovolvatus
- Clathrus transvaalensis
- Clathrus xiningensis

Dring hat 1980 insgesamt 15 Arten sowie eine unbenannte Art aus Brasilien aufgeführt. Weiterhin wurden in der gedruckten Ausgabe drei aus dem hinterlassenen Manuskript weggelassene Arten (C. parvulus, C. pseudocancellatus & C. fischeri) sowie eine unbenannte Art aus Südafrika beschrieben. Der 1970 beschriebene C. madagascariensis wurde von Dring nicht erwähnt. C. argentinus, C. hainanensis, C. cristatus, C. xiningensis, C. transvaalensis, C. roseovolvatus & C. mexicanus wurden nach 1980 beschrieben.